# Томбус
Томбус (порт. Tombos) — муниципалитет в Бразилии, входит в штат Минас-Жерайс. Составная часть мезорегиона Зона-да-Мата. Входит в экономико-статистический микрорегион Муриаэ. Население составляет 13 045 человек на 2006 год. Занимает площадь 283,483 км². Плотность населения — 46,0 чел./км².

## История
Город основан 7 сентября 1923 года.

## Статистика
- Валовой внутренний продукт на 2003 год составляет 33 821 941,00 реалов (данные: Бразильский институт географии и статистики).
- Валовой внутренний продукт на душу населения на 2003 год составляет 2726,26 реалов (данные: Бразильский институт географии и статистики).
- Индекс развития человеческого потенциала на 2000 год составляет 0,754 (данные: Программа развития ООН).